# تمپل هیل انترتینمنت
تمپل هیل انترتینمنت به (انگلیسی: Temple Hill Entertainment) یک شرکت تولید فیلم و تلویزیون آمریکایی است که در فوریه سال ۲۰۰۶ توسط تهیه کنندگان وایک گادفری و مارتی بوون تأسیس شد.